# Kristina Lindström
Eva Kristina Lindström född 11 december 1957 i Sundbyberg, Stockholms län, är en svensk författare, journalist och filmare. 
Lindström är uppvuxen i Lycksele i Lappland och senare flyttade familjen till Arvika i Värmland.  Hon är utbildad i journalistik i Göteborg, 1977–1979. Hon har arbetat på Dagens Nyheter, ETC och Kamratposten. Hon var producent på Sveriges Radios samhällsredaktion 1984–1994, och jobbade då i synnerhet på Kanalen som senare blev Studio EtC. Lindström var anställd på Sveriges Television från 1994, bland annat som projektledare och producent för Bullen, samt för det uppmärksammande dokumentära projektet Elbyl, ett nyskapande samhällsprogram för unga vuxna. Åren 2000–2010 var hon chef för kulturredaktionen på SVT. Hon initierade och ansvarade för Kulturnyheterna, Kobra, Värsta språket, K Special, Babel med flera.
Lindström har även gjort dokumentärer för radio och television, då hon både producerat, skrivit manus och regisserat. 
Hon var ansvarig utgivare för kortfilmen Strindberg – ett djefla lif producerad av Lena Einhorn 2007. Tillsammans med Maud Nycander gjorde hon 2012 dokumentärfilmen Palme. 2014 gjorde hon dokumentärserien Astrid om Astrid Lindgren. 2017 producerade hon dokumentärserien i tre delar Eran för SVT tillsammans med Kristian Petri, som handlade om svensk punk, musik, konst och politik mellan åren 1967-1984. 2021 arbetade hon återigen tillsammans med Kristian Petri, denna gång med manus och regi för filmen Världens vackraste pojke, producerad av Stina Gardell. 2022 producerade hon dokumentärserien i två delar om Selma Lagerlöf tillsammans med Ulrika Nulty (regi och manus)

## Priser och utmärkelser
- 2000 – Publicistklubbens stora pris
- 2003 – Carl von Linné-plaketten
- 2003 – Ikarospriset för dokumentären Per Jonsson